# Ангелохори (дем Солунски залив)
Вижте пояснителната страница за други значения на Ангелохори.
Ангелохори (на гръцки: Αγγελοχώρι, катаревуса: Αγγελοχώριον, Ангелохорион) е село в Гърция, дем Солунски залив, област Централна Македония с 1017 жители (2001).

## География
Селото е разположено на Халкидическия полуостров, на вдадения в Солунския залив нос Голям Карабурун.

## История
Селото е основано от гърци бежанци през 1920-те години. В 1928 година Ангелохорион е бежанско селище със 72 бежански семейства и 271 жители бежанци.